# Flixton (Lothingland)
Flixton – civil parish w Anglii, w hrabstwie Suffolk, w dystrykcie East Suffolk. W 2001 roku civil parish liczyła 48 mieszkańców. Flixton jest wspomniana w Domesday Book (1086) jako Flixtuna.